# Linda (mytologie)

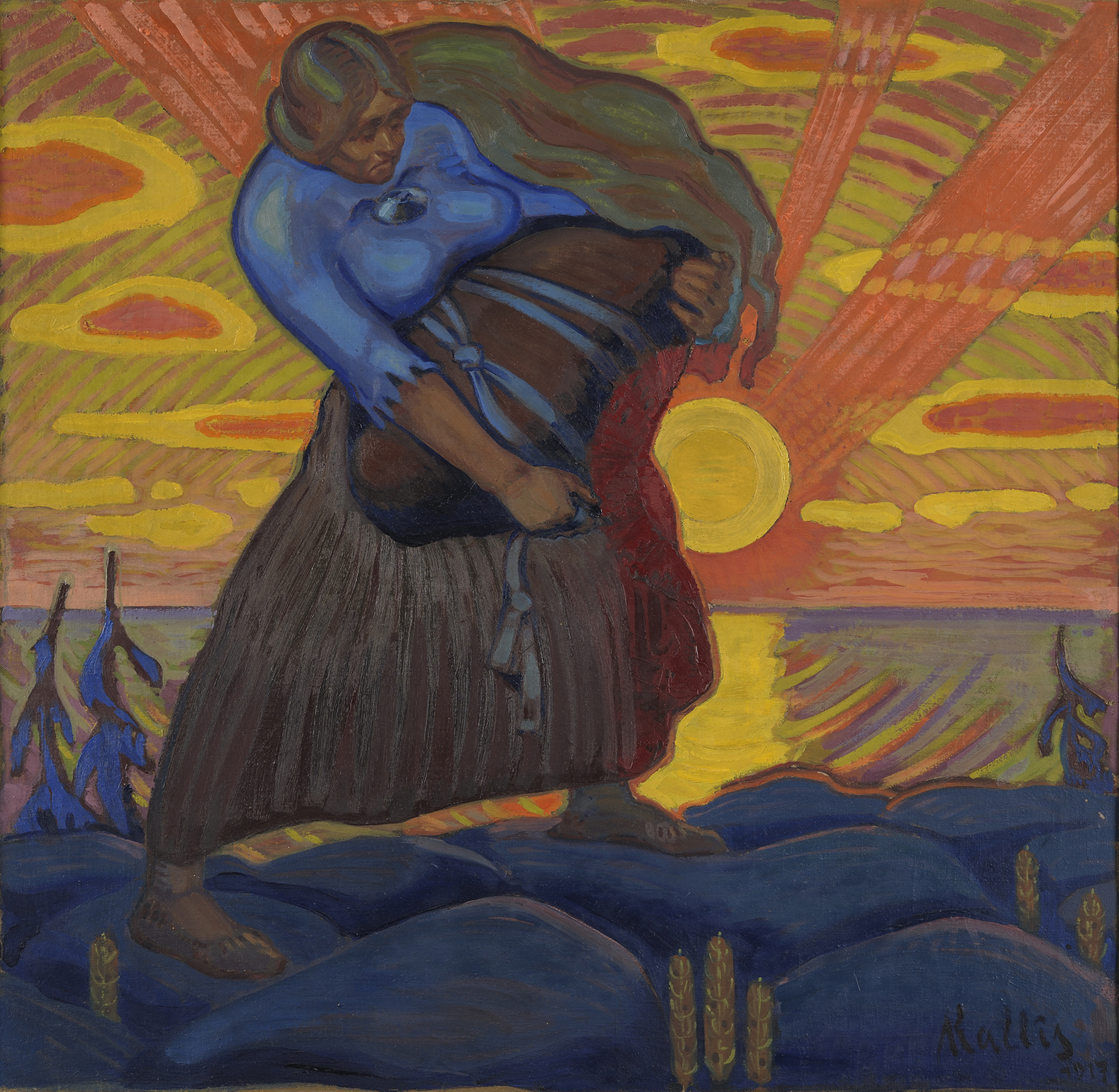

Linda je bájná postava estonské mytologie, žena Kalevova a matka hrdiny Kalevipoega. S jejím jménem je spjato vícero estonských místních a pomístních jmen, například „Lindin kámen“ v Tallinnském jezeře Ülemiste.